# Nakasendō

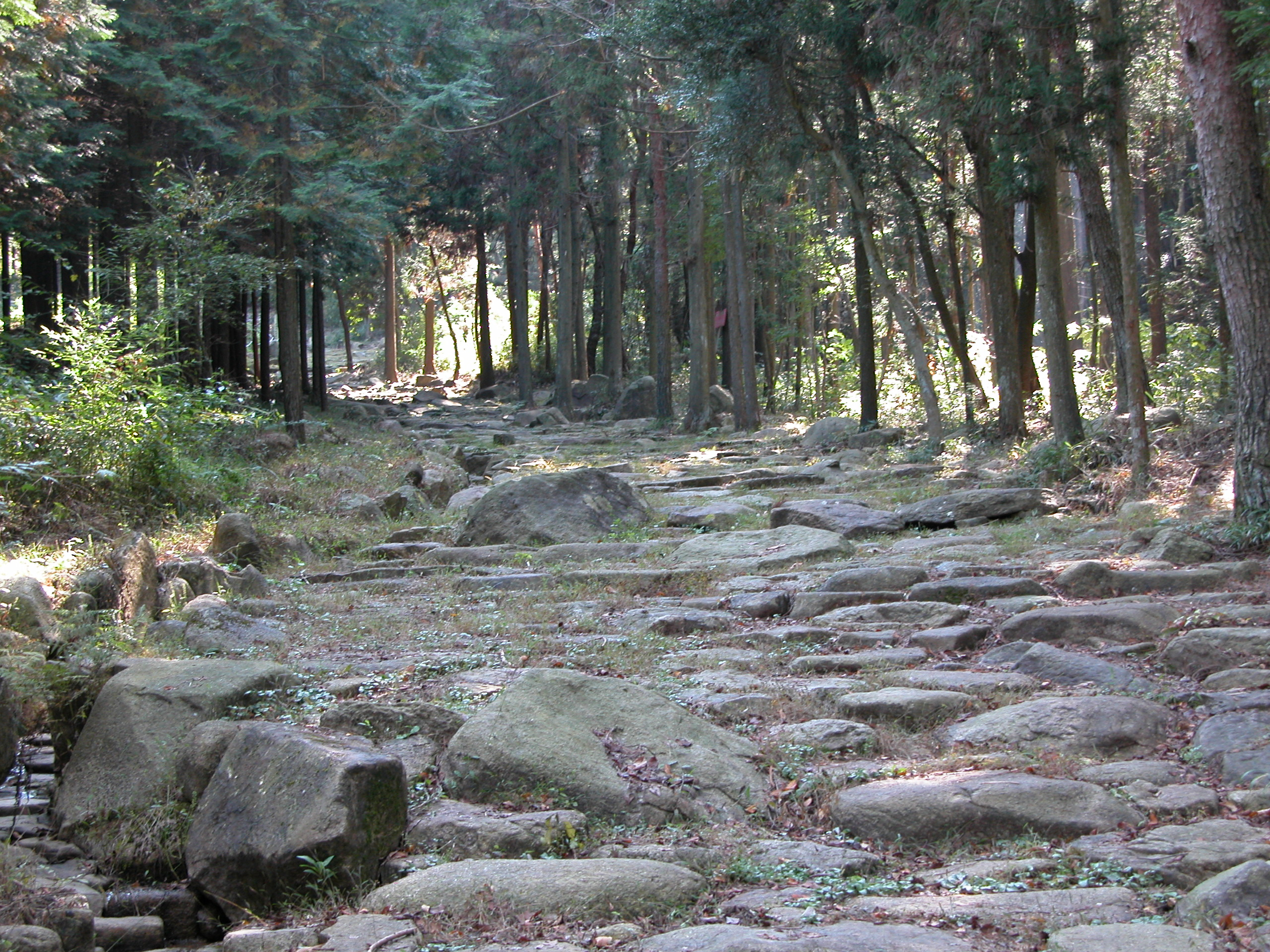
Ishidatami (pavimentació de pedra) original del Nakasendō.

El Nakasendō (中山 道, camí entre les muntanyes) era una de les cinc rutes del període Edo (juntament amb Tokaido, Kōshū Kaid, Oshu Kaid i Nikko Kaid) i una de les dues que connectaven Edo (avui Tòquio) amb Kyoto al Japó. En el camí hi havia 69 estacions entre les dues ciutats, que travessaven les províncies de Musashi, Kōzuke, Shinano, Mino i Ōmi.
A diferència del Tokaido, que anava per la costa, el Nakasendō anava terra endins. Moltes persones, dones incloses, preferien viatjar per aquest camí, ja que no calia travessar cap riu.
Al dia d'avui poques seccions del camí original sobreviuen i potser la secció més famosa és una de vuit quilòmetres de llarg localitzada a la Vall Kiso, entre Tsumago-juku a la prefectura de Nagano i Magomed-juku a la prefectura de Gifu.